# Никифор (кесар)
Вижте пояснителната страница за други личности с името Никифор.
Никифор (на гръцки: Νικηφόρος, Nikephoros; на латински: Nicephorus, Nicephoros; * ок. 756/758, Константинопол, † след 812, Афазия?) от Исаврийската династия, е византийски принц и от 2 април 769 г. кесар, който няколко пъти е пртендент за трона срещу императрица Ирина и нейния син Константин VI.

## Биография
Никифор е вторият син на император Константин V (741 – 775) и третата му съпруга августа Евдокия. На 2 април 769 г. Никифор е номиниран заедно с по-големия му брат Христофор за кесар. Неговият по-голям полубрат Лъв IV, син от първата съпруга на баща му Ирина Хазарска, е от 751 г. съимператор (василевс).
През май 776 г. Никифор и четиримата му братя кесарят Христофор, нобилисимусите Никита, Евдоким и Антим са изпратени в изгнание в Херсонес на Кримския полуостров, заради подозрение за заговор срещу Лъв IV, и вероятно им вземат титлите.
През 780 г., 40 дена след възкачването на трона на Ирина на 8 септември 780 г., една заговорническа група, към която вероятно принадлежи и патрицият адмирал Теофилакт Рангаве (бащата на по-късния император Михаил I), планира да издигне Никифор като император. Заговорът е разкрит и Никифор и Христофор по заповед на Ирина са изпратени в манастир. След тежката загуба на Константин VI в битката при Маркели против българите през 792 г. Никифор участва в нов преврат на Тагмата да смени императора, затова Константин заповядва да го ослепят. След това Никифор не се споменава от Теофан и не е сигурно дали е още жив. Братята са изгонени през октомври 797 г. в Атина и през пролетта на 799 и през 812 г. правят отново опит да свалят Ирина. Братята са заточени на остров Афазия, където им се губи следата.